# Centre hospitalier universitaire de La Réunion

Ancien logo du temps du CHR.

Le centre hospitalier universitaire de La Réunion, ou CHU de La Réunion, est le centre hospitalier universitaire de l'île de La Réunion, département d'outre-mer français dans le sud-ouest de l'océan Indien. D'abord créé sous la forme d'un centre hospitalier régional issu de la fusion  par décret, le 22 novembre 2011, du centre hospitalier Félix-Guyon de Saint-Denis et du centre hospitalier Sud Réunion basé à Saint-Pierre, cet établissement est devenu un CHU le 29 février 2012 lors de la signature d'une convention avec l'université de La Réunion.

Ses missions :  "Les soins et la prévention, l’enseignement, la recherche, la coopération régionale et internationale."

## Établissements
- Centre hospitalier Félix-Guyon
- Centre hospitalier Sud Réunion
- Hôpital de Cilaos
- Hôpital de Saint-Joseph

## Rapport d'activité
Le CHU en 2019 est une structure de soin très sollicitée avec plus de 141 500 de passages aux urgences.
Le CHU se distingue également par un plateau technique de Haut niveau . On peut citer notamment : 
- 80 échographes
- 60 générateurs d’hémodialyse
- 2 services pharmacotechnie
- 1 lithotriteur extra corporel
- 24 colonnes de cœlioscopie
- 25 blocs opératoires